# Henny

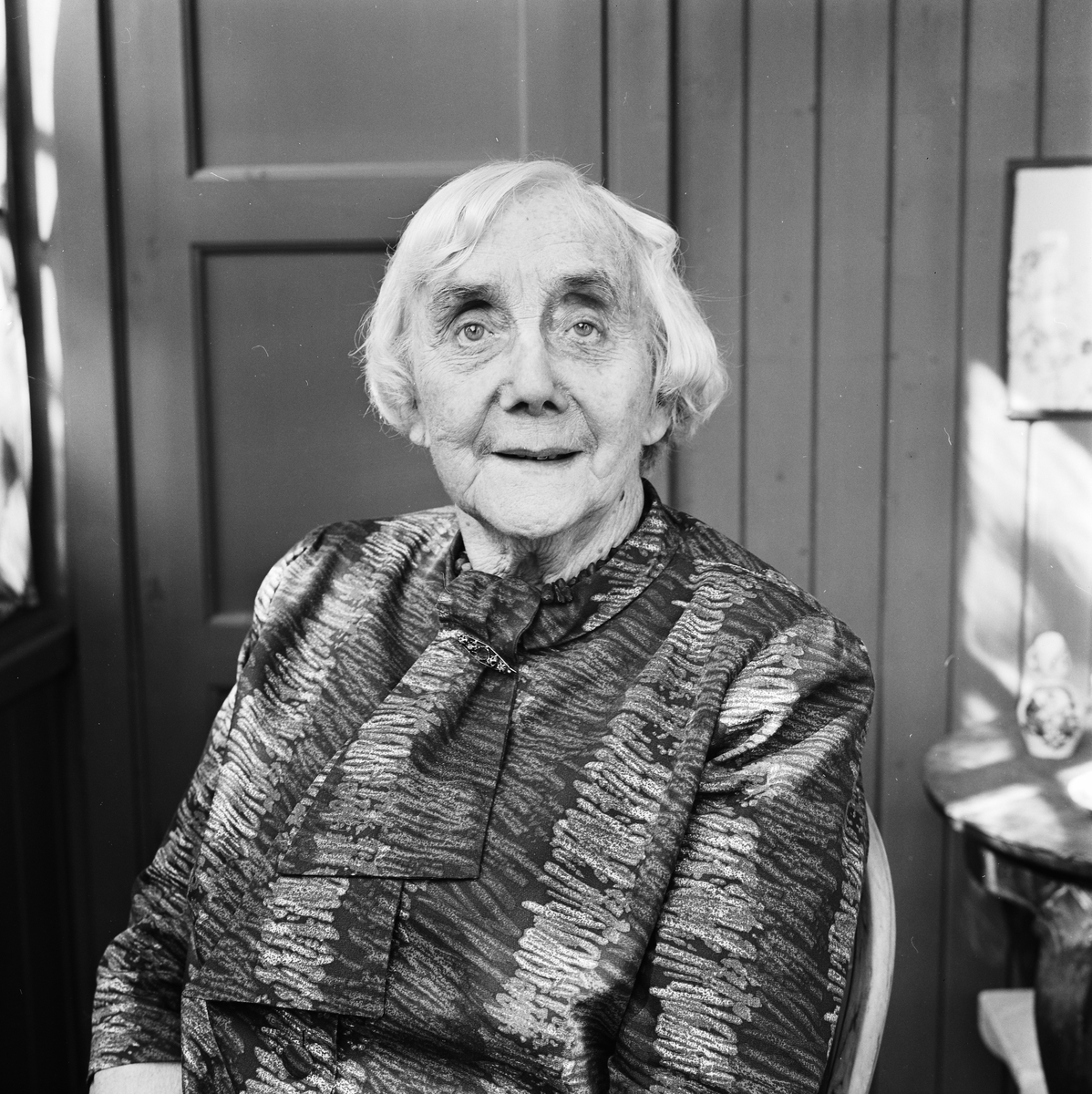
Henny Skjønberg

Henny är en engelsk kortform av det franska namnet Henriette, som i sin tur härstammar från det forntyska namnet Henrik. Det äldsta belägget i Sverige är från år 1826.
Den 31 december 2014 fanns det totalt 2 231 kvinnor folkbokförda i Sverige med namnet Henny, varav 869 bar det som tilltalsnamn.
Namnsdag: saknas (1986-1992: 22 maj, 1993-2000: 22 augusti)

## Personer med namnet Henny
- Henny Lindorff Buckhøj, dansk skådespelare
- Henny Noremark, svensk scenograf
- Henny Moan, norsk skådespelare
- Henny Modig Förare, svensk målare
- Henny Skjønberg, norsk skådespelare och regissör
- Henny Utsi Åhlin, svensk författare och konstnär